# 가와히가시촌 (교토부)
가와히가시촌(일본어: 河東村)은 일본 교토부 가사군에 설치되었던 촌이다.

## 역사
- 1889년 4월 1일 - 정촌제 시행에 의해 6촌의 구역을 가지고 성립하였다.
- 1951년 4월 1일 - 고모리정에 편입, 동일 가와히가시촌은 폐지되었다.

## 행정

### 역대촌장
| 代   | 在職期間       | 名前         |
| ---- | -------------- | ------------ |
| 1代  | 1889年～1893年 | 玉城利兵衛   |
| 2代  | 1893年～1897年 | 中岡吉兵衛   |
| -    | 1897年         | 玉城利兵衛   |
| 3代  | 1897年～1900年 | 塩見政十郎   |
| 4代  | 1900年～1902年 | 塩見平左衛門 |
| 5代  | 1902年～1908年 | 桑原三右衛門 |
| 6代  | 1908年～1912年 | 友重松蔵     |
| -    | 1912年～1916年 | 玉城利兵衛   |
| -    | 1916年～1918年 | 友重松蔵     |
| 7代  | 1918年～1920年 | 塩見喜平治   |
| 8代  | 1920年～1921年 | 織田時蔵     |
| 9代  | 1921年～1923年 | 高橋良太郎   |
| 10代 | 1924年～1925年 | 塩見信十郎   |
| 11代 | 1925年～1927年 | 小近太郎     |
| 12代 | 1927年～1929年 | 宮川藤吉     |
| 13代 | 1929年～1931年 | 中岡半次郎   |
| 14代 | 1931年～1946年 | 塩見一男     |
| 15代 | 1947年～1949年 | 中岡三蔵     |
| -    | 1949年～1951年 | 宮川藤吉     |

## 참고문헌
- 「角川日本地名大辞典」編纂委員会『角川日本地名大辞典 26 京都府 上巻』角川書店、1982年
- 大江町誌編纂委員会『大江町史 通史編 下巻』大江町、1984年